# Antoni Massot
Antoni Massot va ser un escrivent i poeta de Mallorca que va néixer el segle xv i va morir el segle xvi.
El 1502 promogué el certamen poètic en honor de Ramon Llull. Fou convocat al convent de Sant Francesc de Palma per celebrar la revocació d'Alexandre VI de les condemnes contra les doctrines lul·lianes, defensades per Pere Daguí. Totes les poesies del concurs foren en català.